# Маркено
Маркѐно (на италиански: Marcheno, на източноломбардски: Marchè, Марке) е малко градче и община в Северна Италия, провинция Бреша, регион Ломбардия. Разположено е на 372 m надморска височина. Населението на общината е 4352 души (към 2013 г.).